# Афогадус-да-Ингазейра
Афогадус-да-Ингазейра (порт. Afogados da Ingazeira)  —  муниципалитет в Бразилии, входит в штат Пернамбуку. Составная часть мезорегиона Сертан штата Пернамбуку. Входит в экономико-статистический микрорегион Пажеу. Население составляет 35 365 человек на 2006 год. Занимает площадь 377,86 км².
Праздник города — 1 июля.

## История
Город основан в 1909 году.

## Статистика
- Индекс развития человеческого потенциала на 2000 год составляет 0,683 (данные: Программа развития ООН).